# Trentepohlia (Mongoma) bicinctatra
Trentepohlia (Mongoma) bicinctatra is een tweevleugelige uit de familie steltmuggen (Limoniidae). De soort komt voor in het Afrotropisch gebied.